# Кандаратский, Михаил Фёдорович
Михаил Фёдорович Кандаратский (7 [19] ноября 1854, Свияжск, Казанская губерния — 20 октября [2 ноября] 1912, Казань) — русский учёный-медик, хирург, доктор медицины (1888), профессор (1905).
Автор трудов по топографической анатомии.

## Биография
Родился 7 ноября 1854 года в городе Свияжске Казанской губернии в семье священника Богородице-Рождественского собора.
Первоначальное образование получил в Чебоксарском духовном училище и Казанской духовной семинарии. В 1876 году поступил на медицинский факультет Императорского Казанского университета, окончив его в 1881 году с золотой медалью. Был оставлен в университете при кафедре нормальной анатомии, позже перешёл в хирургическую факультетскую клинику, а летом 1885 года Михаил Кандаратский был командирован с научной целью заграницу.
В 1888 году был удостоен Санкт-Петербургской военно-медицинской академией степени доктора медицины и получил назначение в Казанский университет на должность прозектора при кафедре оперативной хирургии. В 1889 году М. Ф. Кандаратский стал приват-доцентом Императорского Казанского университета.
Был участником Русско-японской войны: в июне 1904 года был отправлен заведующим санитарным отрядом на Дальний Восток. Организовал в городе Мукден госпиталь и перевязочный пункт имени Казанского университета для раненых в Маньчжурии солдат. Вернулся в Казань осенью 1905 года и вскоре был назначен экстра-ординарным профессором Казанского университета по кафедре оперативной хирургии с топографической анатомией, а в 1910 году — ординарным профессором по этой же кафедре.
При участии Михаила Фёдоровича кафедре университета впервые было выделено отдельное помещение, в 1907 году им был основан музей военно-полевой хирургии, в основу коллекции которого легли пули, осколки снарядов, образцы огнестрельного и холодного оружия, собранные на полях сражений. В годы Октябрьской революции и Гражданской войны экспонаты были частично утеряны.
Наряду с научной работой М. Ф. Кандаратский занимался общественной деятельностью: являлся гласным Казанской городской думы четырёх созывов, написал несколько статей по историческому краеведению Казани. С 1889 по 1904 год состоял заведующим хирургическим отделением Казанской городской Александровской больницы и принимал участие в сооружении Шамовской больницы.
Умер 20 октября (2 ноября по новому стилю) 1912 года в Казани. Был похоронен на Арском кладбище города, могила сохранилась.
В Казани сохранился дом, где жила семья М. Ф. Кандаратского.